# Stvarnost (nakladnik)
Stvarnost je bila nakladnička kuća iz Zagreba.

## Povijest
Izdavačko poduzeće Stvarnost u Zagrebu je osnovalo Društvo novinara Hrvatske. Prvo izdanje objavljeno je 1950. godine. Od 1952. do 1962. godine djelovalo je pod nazivom Novinsko izdavačko poduzeće (NIP).
Najviši domet Stvarnost je postigla 1968. godine objavljivanjem Zagrebačke Biblije, koju su uredili Bonaventura Duda i Jure Kaštelan.
Poduzeće je prestalo raditi 1990. godine.

## Nakladnička djelatnost
Uz publicistiku i almanahe Stvarnost je objavljivala i znanstvena djela unutar nakladničkog niza "Svijet suvremene stvarnosti", popularnoznanstvena djela, priručnike, ilustrirana izdanja, te domaću i stranu književnost.

## Vanjske poveznice
- Ivan Košutić, Kako i zašto smo se odlučili tiskati »Zagrebačku Bibliju«?, Bogoslovska smotra, 1-4/1995., Hrčak